# 錐狀射束電腦斷層掃描

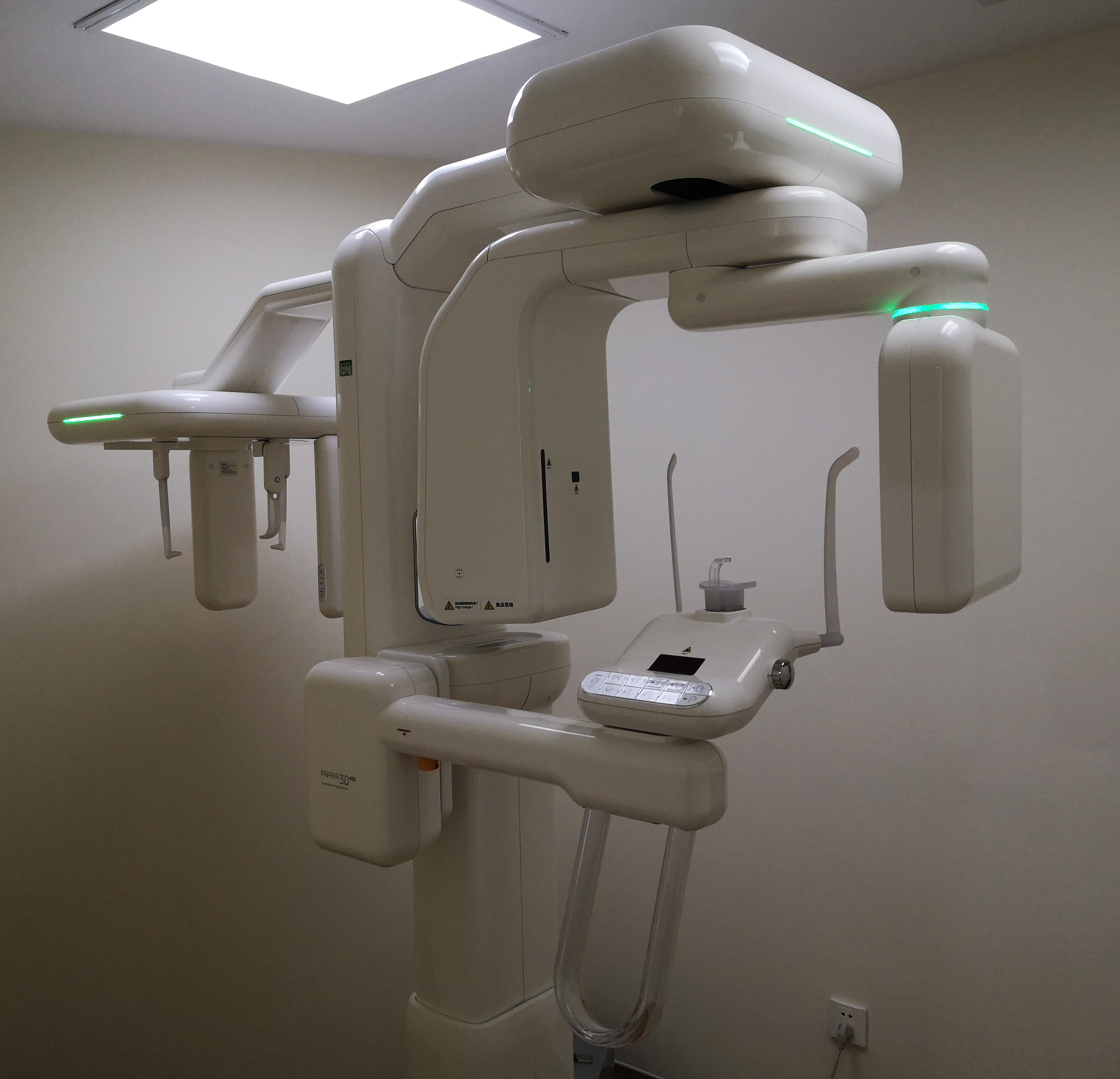
CBCT机体

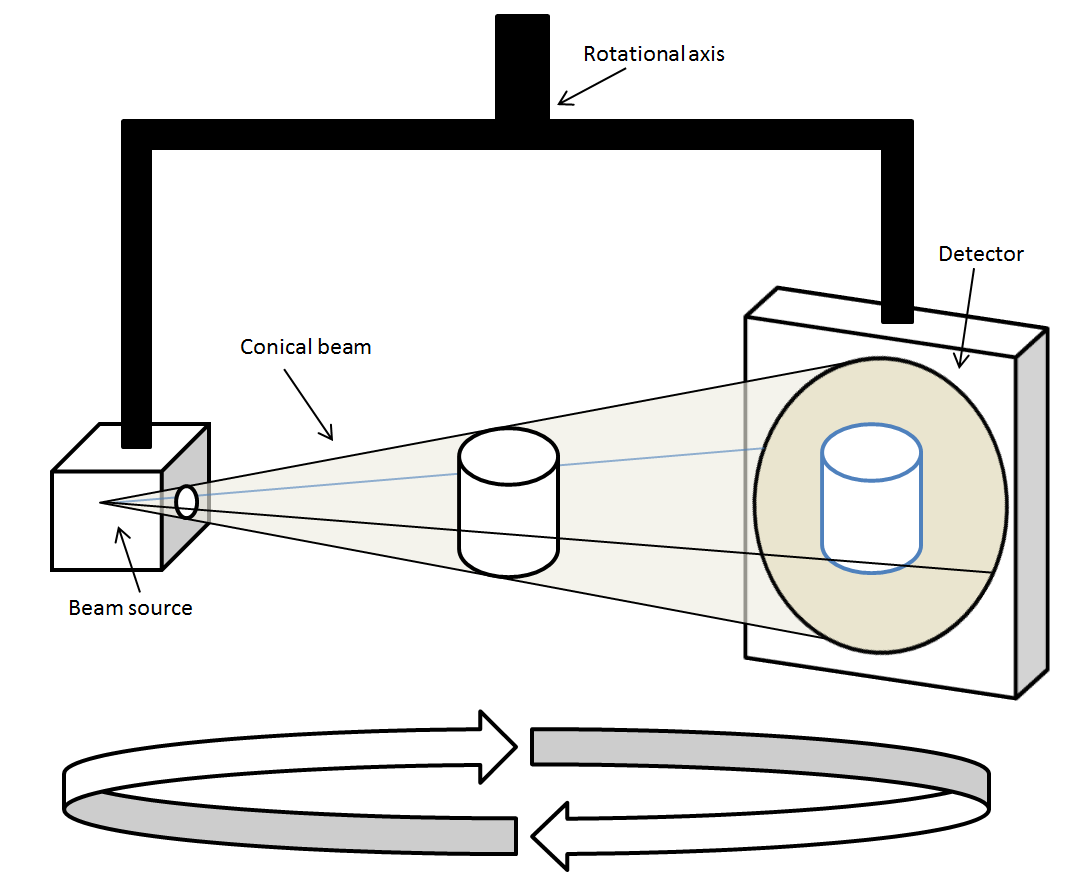
CBCT运作原理

錐狀射束電腦斷層掃描（CBCT）又稱锥形线束计算机体层成像、数字容积体层摄影（digital volume tomography，DVT），是電腦斷層掃描的一种，目前普遍用于口腔诊断。其原理是使用多层螺旋CT扫描，其X射线发生器以较低射线量（采用锥形X射线束）围绕投照体做环形数字式投照，再以计算机重组断层影像的技术；除了是口腔科应用较广的低辐射三维影像技术，亦可进行上气道观测。